# Heinrich Hoffmann (escritor)

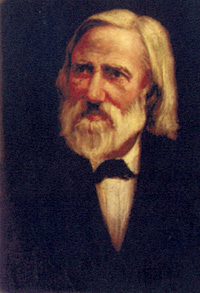
Retrato de Heinrich Hoffmann (circa 1885-90).

Heinrich Hoffmann (Fráncfort del Meno, 13 de junio de 1809 - Fráncfort del Meno, 20 de septiembre de 1894) fue un psiquiatra y escritor alemán, autor del libro infantil Der Struwwelpeter.

## Biografía
Heinrich Hoffmann era hijo del arquitecto alemán Philipp Hoffmann. Su madre murió siendo él aún un bebé. Recibió una estricta educación supervisada por su padre. De 1829 a 1832, estudió en la Universidad de Heidelberg la carrera de Medicina. 
Sus primeras prácticas profesionales se desarrollaron durante una gran epidemia de cólera en Halle. Tras obtener su doctorado, se dedicó inicialmente a la práctica privada; desde 1835 trabajó en una clínica estatal en Sachsenhausen (en el sur de Fráncfort) y como profesor de Anatomía en el Instituto de Investigación Senckenberg. Posteriormente, trabajó en el manicomio de la ciudad, especializándose en Psiquiatría clínica y publicando competentes artículos en ese campo. En 1851, ocupó el cargo de Director de la institución psiquiátrica, y se esforzó en lograr mejores condiciones para sus pacientes, investigando sobre nuevas terapias para el tratamiento de la esquizofrenia, e incluso logró, en 1864, la construcción de una nueva clínica en el sitio que hoy ocupa el campus de Humanidades de la Universidad de Fráncfort (el edificio fue demolido en la década de 1920).
El Dr. Hoffmann era miembro activo de diversas asociaciones culturales y políticas; como el Instituto Städel y la Fundación Mozart. Como miembro de la Asamblea Legislativa de la Ciudad, él promovió la libertad de prensa y asociación, así como la igualdad de derechos de los ciudadanos, incluyendo a los judíos. Durante la Revolución de Marzo, en 1848, apoyó al caudillo Friedrich Hecker y escribió ensayos políticos.
Poco se conoce acerca de sus primeros trabajos literarios, que consistían principalmente en poemas y comedia satírica. En 1840 se casó con Therese Donner, y al año siguiente nació el primero de sus tres hijos. En 1845, Carl-Friedrich Loening, un editor conocido suyo, lo persuadió a publicar un libro de versos ilustrado que había hecho como regalo de cumpleaños para su primogénito la Navidad anterior. El libro, titulado originalmente Lustige Geschichten und drollige Bilder für Kinder (Historias divertidas e ilustraciones chistosas para niños) se convirtió en Der Struwwelpeter (Pedro Melenas), nombre de uno de sus protagonistas. La primera edición de este libro fue de 1.500 ejemplares y se volvió bastante popular, siendo reimpreso varias veces. Posteriormente se editaron versiones traducidas a múltiples idiomas.
Tras el éxito de su primer libro, Hoffmann escribió otros libros infantiles, como König Nussknacker oder der arme Reinhold (El Rey Cascanueces y el pobre Reynaldo); sin embargo, ninguno de ellos alcanzó la popularidad del Struwwelpeter. También continuó escribiendo sátiras y poemas cómicos para el público adulto. Sus obras muestran su fuerte escepticismo hacia todo tipo de ideología impuesta, así como su disgusto por la cerrazón religiosa, filosófica o política.

En 2009, para conmemorar el aniversario número 200 de su natalicio, la Ciudad de Fráncfort del Meno organizó una serie de eventos culturales, como exposiciones, conferencias y otras manifestaciones artísticas.